# Rafael de Floranes
Rafael Floranes o de Floranes Vélez de Robles y Encinas, señor de Tabaneros, (Tanarrio, comarca de Liébana, Cantabria, 8 de mayo de 1743 - Valladolid, 6 de diciembre de 1801), historiador, jurista y polígrafo español de la Ilustración.

## Biografía
Hijo de José de Floranes y Bernarda Alonso, naturales de Liébana, estudió Derecho en la Universidad de Valladolid, alcanzando el grado de bachiller. Fue propuesto a procurador del corregimiento de la villa de Bilbao, aun cuando no pudo ejercer el cargo por no ser natural del lugar, como dictaba el Fuero. Heredó el título de señor de Tabaneros de su tío Juan. Entre 1770 y 1775 vivió en Vitoria, estudiando su historia local. Desde esa fecha permaneció en Valladolid. 
Se consagró a los estudios de Jurisprudencia española e Historia vascongada y castellana. Hacia 1784 fue nombrado individuo de mérito de la Sociedad Económica de Valladolid y de sus dos academias de Derecho español y de Cirugía. Estableció en su propia casa una academia particular de derecho español durante tres años, compuesta de abogados más célebres de aquella Chancillería y miembros de la Universidad, que hubo de cerrar por enfermedad; emprendió algunos viajes, como a Toro, para buscar y copiar manuscritos; está enterrado en la parroquia de Santa María de la Antigua, junto a su mujer María Ignacia de Goicoechea y Sagarmínaga, natural de Bilbao, que había muerto dos años antes; no tuvieron hijos.
Escribió mucho para sí y para sus amigos, pero no publicó nada en vida. Muchos eruditos, sin embargo, se aprovecharon de sus investigaciones sin llegar a agradecérselo; ayudó a Enrique Flórez y a Manuel Risco en su España sagrada, a Liciniano Sáez, a Francisco Cerdá y Rico y a su admirado Francisco Méndez, entre otros; este último declara que su Tipografía española se debe casi enteramente a él y que Joaquín José de Landázuri y Romarate le plagió su Historia de Álava en seis volúmenes. De ideología conservadora, polemizó con Gaspar Melchor de Jovellanos con motivo de su Informe sobre la ley agraria. Sin embargo, su juicio sobre el verdadero valor de algunos autores de la literatura castellana resultó muy acertado y en otras materias que tocó. Su biblioteca, que comprendía una buena porción de manuscritos raros y preciosos de historia y legislación, se vendió por su hermana y sobrinos en Valladolid, habiendo sido el primero y mayor comprador de lo más raro y exquisito el relator de aquella chancillería y amigo Manuel de Acosta. Muchas de las obras impresas y manuscritas estaban llenas de notas y adiciones de su mano, incluidas más de trescientas adiciones a la Biblioteca de Nicolás Antonio, cuya copia no se ha conservado. La Real Academia de la Historia compró algunos de los manuscritos de sus obras en 1899, y otros el duque del Infantado, que fueron a parar a la Biblioteca Nacional de Madrid. Se han perdido su descripción del Cancionero de Fernán Martínez de Burgos y otras obras.

## Obras
Como se ha dicho, existen algunos manuscritos inéditos suyos repartidos entre la Biblioteca de la Real Academia de la Historia y la Biblioteca Nacional de Madrid:
- Memorias históricas de la legislación española desde los primeros tiempos hasta hoy.
- Memorias del rey don Alonso VIII.
- Vidas de los más célebres jurisconsultos españoles anteriores al siglo XVI, con una noticia crítica de sus obras.
- Glorias selectas de la M. N. y M. L. provincia de Álava.
- Catálogo de los antiguos gobernadores de la provincia de Álava.
- Antigüedades y memorias de la M. N. y M. L. provincia de Álava.
- Usurpación de la Sede de Armentia por los obispos de Calahorra en el año 1089.
- Nueva ocupación, que dura en el día, del obispado de Armentia por D. Rodrigo Cascante, obispo de Calahorra, entre los años 1183 y 1189, y actas de resistencia en las provincias de Álava, Vizcaya y Guipúzcoa contra los obispos de Calahorra, por su intrusión en la silla alavense.
- Restauración de la silla de Armentia en 1181.
- El Fuero de Sepúlveda, copiado deí original é ilustrado con notas y disertaciones.
- Suma de las leyes del maestre Jacobo, con notas
- Memorias históricas del maestre Jacobo.
- Una copia del Fuero Juzgo, cotejada con siete manuscritos antiguos, y sacadas las variantes.
- Adiciones y suplementos à la amortización del señor Campomanes.
- Memorias y apuntamientos para la historia de Valladolid.
- Memorias históricas de las universidades de Castilla, y en especial las de Valladolid y Falencia, obra enteramente concluida, en un volumen en folio.
- Memorias y apuntamientos para la de Toro.
- Vida literaria del Canciller mayor de Castilla don Pedro López de Ayala, restaurador de las letras en Castilla, impresa en la Colección de documentos inéditos para la historia de España, Madrid: Imprenta de la viuda de Calero, 1851, t. XIX.
- Vida y obras manuscritas del Doctor Lorenzo Galíndez de Carvajal.
- Memorias históricas de las Universidades de Castilla.
- Apuntamientos curiosos sobre Behetrías, su condición y privilegios, y modo de hacerse en ellas las filiaciones.
- Apuntamientos de don Rafael Floranes al padre fray Francisco Méndez, del orden de San Agustín, residente en su convento de San Felipe el Real de Madrid, para un tratado sobre el origen de la Imprenta, su introducción, propagación y primeras producciones en España en el resto del siglo XV de su nacimiento. Año 1794, incluido en la Tipografía española de Francisco Méndez.
- Discursos filosóficos (manuscrito compuesto en 1800).
- "Dos opúsculos inéditos de D. Rafael Floranes y D. Tomás Antonio Sánchez sobre los Orígenes de la poesía castellana, con una Advertencia preliminar de Marcelino Menéndez y Pelayo" (extraído de la Revue Hispanique, tomo xviii; New York, París, 1908.